# Jeux mondiaux de 1981
Navigation
Londres 1985
Les Jeux mondiaux de 1981 constituent la première édition des Jeux mondiaux, organisée à Santa Clara, aux États-Unis, du 25 juillet 1981 au 3 août 1981.

## Épreuves
- Bowling
- Karaté
- Ski nautique